# Le Crès
Le Crès là một xã thuộc tỉnh Hérault trong vùng Occitanie ở phía nam nước Pháp. Xã này nằm ở khu vực có độ cao trung bình 70 mét trên mực nước biển. Dân số thời điểm năm 1999 là 6788 người.